# Le Mystère de Hunter's Lodge (téléfilm)
Pour la nouvelle, voir Le Mystère de Hunter's Lodge.
Le Mystère de Hunter's Lodge (The Mystery of Hunter's Lodge) est un téléfilm britannique de la série télévisée Hercule Poirot, réalisé par Renny Rye, sur un scénario de T.R. Bowen, d'après la nouvelle Le Mystère de Hunter's Lodge d'Agatha Christie.
Ce téléfilm, qui constitue le 30e épisode de la série, a été diffusé pour la première fois le 10 mars 1991 sur le réseau d'ITV.

## Intrigue
Poirot accompagne Hastings à une partie de chasse chez Harrington Pace. Après avoir passé la journée en tant que spectateur de la chasse à laquelle participe Hastings et les membres de la famille Havering, dans le froid glacial, il tombe malade et se retrouve cloué au lit par la grippe à son hôtel. 
Lorsque Pace est retrouvé abattu dans son bureau, Poirot vient aider l'inspecteur Japp dans son enquête. Cependant, Pace était très peu apprécié de son entourage, ce qui complique l'enquête. Le vélo du chef de gare volé est retrouvé plus tard dans la boue après avoir été utilisé dans le meurtre.

## Fiche technique
- Titre français : Le Mystère de Hunter's Lodge
- Titre original : The Mystery of Hunter's Lodge
- Réalisation : Renny Rye
- Scénario : T.R. Bowen, d'après la nouvelle Le Mystère de Hunter's Lodge (1923) d'Agatha Christie
- Décors : Mike Oxley
- Costumes : Elizabeth Waller
- Photographie : Norman G. Langley
- Montage : Frank Webb
- Musique originale : Christopher Gunning
- Casting : Rebecca Howard
- Production : Brian Eastman
  - Production déléguée : Nick Elliott
- Sociétés de production : Carnival Films, London Weekend Television
- Durée : 50 minutes
- Pays d'origine :  Royaume-Uni
- Langue originale : Anglais
- Genre : Policier
- Ordre dans la série : 30e - (11e épisode de la saison 3)
- Première diffusion :
  -  Royaume-Uni : 10 mars 1991 sur le réseau d'ITV

## Distribution
- David Suchet (VF : Roger Carel) : Hercule Poirot
- Hugh Fraser (VF : Jean Roche) : Capitaine Arthur Hastings
- Philip Jackson (VF : Claude d'Yd) : Inspecteur-chef James Japp
- Diana Kent (en) (VF : Catherine Lafond) : Zoe Havering / la fausse "Mrs Middleton"
- Jim Norton : Roger Havering
- Shaughan Seymour : Archie Havering
- Roy Boyd (VF : Jean Michaud) : Jack Stoddard, le garde-chasse et demi-frère de Harrington Pace
- Bernard Horsfall (VF : Raymond Loyer) : Harrington Pace
- Victoria Alcock : Ellie (une domestique)
- Clare Travers-Deacon : Joan (une domestique)
- Christopher Scoular : le sergent Forgan
- Raymond Trickitt : l'agent de police Cooke
- Arthur Whybrow : Mr Anstruther (un employé des chemins de fer)
- Denyse Alexander : Mrs Middleton